# 錫內什蒂鄉 (沃爾恰縣)
44°55′57″N 24°31′00″E / 44.9326°N 24.5166°E
錫內什蒂鄉（羅馬尼亞語：Comuna Sinești, Vâlcea），是羅馬尼亞的鄉份，位於該國西南部，由沃爾恰縣負責管轄，面積42平方公里，海拔高度286米，2002年人口2,562，人口密度每平方公里60人。